# Vandellòs i l'Hospitalet de l'Infant
Vandellòs i l'Hospitalet de l'Infant is een gemeente in de Spaanse provincie Tarragona in de regio Catalonië met een oppervlakte van 103 km². Vandellòs i l'Hospitalet de l'Infant telt 6.143 inwoners (1 januari 2016). De gemeente is genoemd naar de plaatsen Vandellòs en l'Hospitalet de l'Infant. Vandellòs is een dorpje dat in het binnenland in de heuvels op een kleine tien kilometer van de Middellandse Zee ligt. Hospitalet is een kustplaats met een kleine haven. Hospitalet breidt als toeristische badplaats sinds de laatste decennia van de 20e eeuw sterk uit en is zo de meest bevolkte kern geworden. Daarnaast telt de gemeente nog de kleine dorpjes l'Almadrava, Masboquera en Masriudoms. In het noorden van de gemeente ligt het verlaten plaatsje Fatges.
Aan de kust bevinden zich iets ten zuiden van Hospitalet de Kerncentrale Vandellòs I en II.

## Bevolking

### Kernen
| Kern                       | Inwoners |
| -------------------------- | -------- |
| Almadrava, l'              | 49       |
| Hospitalet de l'Infant, l' | 4.623    |
| Masboquera                 | 56       |
| Masriudoms                 | 158      |
| Vandellòs                  | 953      |
| Totaal                     | 5.839    |

Gegevens 01/01/2010 - Bron: INE

### Demografische ontwikkeling

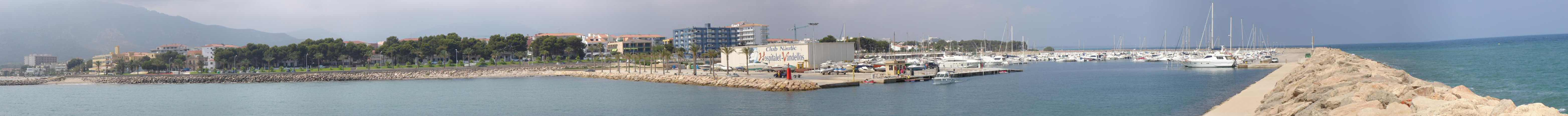
Panoramische blik op de kustplaats l'Hospitalet de l'Infant ter hoogte van de haven

Bron: INE, 1857-2011: volkstellingen

## Verkeer
Door zijn ligging aan de oostkust loopt door de plaats de autosnelweg AP-7/E-15 en de nationale weg N-340. De kernen Hospitalet en Vandellòs zijn met elkaar verbonden via de C-44 die de kust verbindt met Móra d'Ebre. Een RENFE-station op lijn tussen Valencia en Tarragona zorgt voor een spooraansluiting in Hospitalet.